# El capo (serie de televisión argentina)
El capo (mafioso contra su voluntad) fue una telenovela argentina, que se estrenó el 13 de mayo de 2007 por Telefe. Protagonizada por Miguel Ángel Rodríguez y Gianella Neyra. Coprotagonizada por Luisana Lopilato, Silvia Kutika, Javier Lombardo, Ludovico Di Santo, Mariano Torre y Darío Lopilato. También, contó con las actuaciones especiales de Maxi Ghione y los primeros actores Roberto Carnaghi, Hugo Arana y Claudia Lapacó. Y las participaciones de Carlos Portaluppi y Mike Amigorena. La serie tuvo una gran expectativa y acogida, sin embargo el último programa fue emitido el 6 de julio de 2007, después que los directivos del canal decidieran levantar la serie del aire debido a su baja audiencia.

## Sinopsis
Omar Shariff (Rodríguez) es hijo de Mustafá, un prominente empresario textil de origen sirio ya fallecido. Omar hereda sin quererlo la actividad de su padre, el negocio clandestino. Con Chicho Mastrogiuseppe (Arana) hacían negocios que Omar nunca supo con claridad de qué se trataban. El trío mafioso se completa con Moisés Svarsky (Carnaghi), rival de toda la vida. Las tres familias, de distintos orígenes -italo cristiana, árabe musulmana y judía-, se relacionarán entre sí.

## Elenco
- Miguel Ángel Rodríguez - Omar Yariff.
- Gianella Neyra - Sofía Mastrogiuseppe.
- Luisana Lopilato - Ornella Mastrogiuseppe.
- Roberto Carnaghi - Moisés Svarsky / Aaron Svarsky.
- Silvia Kutika - Zulima Yamir.
- Javier Lombardo - Antonio Pagliarusco.
- Maxi Ghione - Adrián Svarsky.
- Ludovico Di Santo - Yamil Yariff.
- Mariano Torre - Elías Yariff.
- Darío Lopilato - Pablo Svarsky.
- Carlos Portaluppi - Carlos.
- Mike Amigorena - Facundo Quiroga.
- María Fernanda Callejón - Silvia Yariff.
- Silvina Luna - Luz Del Mar.
- Mariana Prommel - Mirta Yariff.
- Laura Cymer - Nazeera Yariff.
- Pablo Sultani - Mohamed.
- Claudia Lapacó - Janah.
- Hugo Arana - Francisco "Don Chicho" Mastrogiuseppe.
- Arturo Frutos
- Guadalupe Álvarez Luchia - Camila.
- Gustavo Monje - Capocha.
- Dana Basso - Berta.
- Oscar Alegre - Miguel Fontana.
- Alfredo Castellani - Domenico.
- Ariel Staltari - Lince Madorran.
- Cristian Pasman - Pillo Grela.
- Pablo Razuk - Mario Gonzalez.
- Patricio Pepe - Formosa.

## Premios y nominaciones
| Año  | Premio               | Categoría                     | Programa                                        | Resultado |
| ---- | -------------------- | ----------------------------- | ----------------------------------------------- | --------- |
| 2007 | Premio Clarín        | Mejor Ficción Diaria Drama    | El Capo                                         | Nominada  |
| 2007 | Premio Clarín        | Actriz Protagonista en Drama  | Claudia Lapacó                                  | Nominada  |
| 2007 | Premio Clarín        | Actor Protagonista en Drama   | Roberto Carnaghi                                | Nominado  |
| 2007 | Premio Martín Fierro | Actor Protagonista de Comedia | Roberto Carnaghi                                | Nominado  |
| 2007 | Premio Martín Fierro | Actor de reparto en Comedia   | Darío Lopilato                                  | Nominado  |
| 2007 | Premio Martín Fierro | Actor de reparto en Comedia   | Mike Amigorena nominado también por Sos mi vida | Nominado  |
| 2007 | Premio Martín Fierro | Actriz de reparto en Comedia  | Claudia Lapacó                                  | Ganadora  |
| 2007 | Premio Martín Fierro | Mejor Comedia                 | El Capo                                         | Nominado  |